# Architettura mudéjar d'Aragona
L'Architettura mudéjar d'Aragona è un patrimonio dell'umanità dell'UNESCO che tutela i principali edifici mudéjar che si trovano nella comunità autonoma spagnola dell'Aragona.
Inizialmente il patrimonio era stato limitato all'Architettura mudéjar di Teruel ed era composto da quattro edifici: la Cattedrale di Santa Maria di Mediavilla, la chiesa di San Pietro e le torri di San Martín e del Salvador. Negli anni novanta gli abitanti di Saragozza fecero però notare che esistevano in Aragona altri esempi altrettanto importanti d'architettura mudéjar e nel 2001 l'UNESCO decise di rinominare ed ampliare i beni protetti, includendo altri sei monumenti di Saragozza e della relativa provincia.
L'elenco completo comprende quindi:
- Teurel
  - Cattedrale di Santa Maria di Mediavilla
  - San Pietro
  - Torre di San Martín
  - Torre del Salvador

- Saragozza
  - Castello della Aljafería
  - Cattedrale del Salvatore
  - San Paolo

- Calatayud
  - Abside, chiostro e torre della Collegiata di Santa Maria Maggiore
- Cervera de la Cañada
  - Chiesa di Santa Tecla
- Tobed
  - Chiesa di Santa Maria